# Roberto José Tavella
Roberto José Tavella (Concordia, 26 febbraio 1893 – Salta, 21 maggio 1963) è stato un arcivescovo cattolico argentino.

## Biografia
Decimo figlio di una coppia di italiani emigrati in Argentina, rimase orfano e fu affidato al collegio salesiano di Buenos Aires. Abbracciò la vita religiosa tra i salesiani ed emise la prima professione dei voti il 14 febbraio 1910: fu ordinato prete il 25 maggio 1918.
Fu direttore di varie opere salesiane, diresse la pubblicazione di due collane di opere di ascetica e dottrina cattolica e fu autore di pubblicazioni di larga divulgazione.
Eletto arcivescovo di Salta nel 1934, promosse la catechesi dei giovani, curò l'Azione cattolica e fondò il quotidiano El Pueblo; per l'apostolato presso la gioventù femminile, istituì la congregazione delle Figlie dell'Immacolata Concezione e della Carità.
Fondò l'Istituto per gli studi storici di Salta e l'Istituto di Lettere, da cui ebbe origine l'Università cattolica di Salta.
Prese parte al Concilio Vaticano II ma si spense prima della sua conclusione.

## Genealogia episcopale e successione apostolica
La genealogia episcopale è:
- Cardinale Scipione Rebiba
- Cardinale Giulio Antonio Santori
- Cardinale Girolamo Bernerio, O.P.
- Arcivescovo Galeazzo Sanvitale
- Cardinale Ludovico Ludovisi
- Cardinale Luigi Caetani
- Cardinale Ulderico Carpegna
- Cardinale Paluzzo Paluzzi Altieri degli Albertoni
- Papa Benedetto XIII
- Papa Benedetto XIV
- Papa Clemente XIII
- Cardinale Bernardino Giraud
- Cardinale Alessandro Mattei
- Cardinale Pietro Francesco Galleffi
- Cardinale Giacomo Filippo Fransoni
- Cardinale Carlo Sacconi
- Cardinale Edward Henry Howard
- Cardinale Mariano Rampolla del Tindaro
- Cardinale Antonio Vico
- Arcivescovo Filippo Cortesi
- Arcivescovo Roberto José Tavella, S.D.B.

La successione apostolica è:
- Vescovo Pedro Reginaldo Lira (1958)
- Vescovo Francisco Felipe de la Cruz Muguerza, O.F.M. (1961)